# Kaitlyn Ashley
Kaitlyn Ashley (nascida com o nome de Kelly Hoffman, em 29 de junho de 1971, em Fort Lauderdale, Flórida, EUA) é uma ex-atriz pornográfica e modelo erótica.

## Biografia
Ashley entrou no cinema pornográfico com o ex-marido, Jay Ashley, em abril de 1993, após seu retorno de oito meses de serviço ativo no exército servindo na Somália. Sua primeira aparição na tela foi em Beach Bum Amateurs # 32. Ela se tornou mais conhecida por cenas de sexo anal, dupla penetração e lesbianismo.
Em 1995, foi lhe oferecido um contrato com a VCA Pictures, mas a oferta foi retirada quando os abusos de drogas do marido vieram à tona. Isto irritou Ashley, levando-a uma separação de alguns meses entre o casal durante o final de 1995 e início de 1996.
Incapaz de lidar com seu vício em drogas de continuar, ela se divorciou de Jay Ashley em meados de 1997, namorando com um DJ em um clube de striptease onde ela trabalhava. Este DJ apareceu com ela no filme The Private Diary of Tori Welles.
Retirou-se dos filmes adultos no final de 1999 e mudou-se para o Tennessee, onde ela teve seu primeiro filho. Ela credita  Nina Hartley e Debi Diamond como grandes amigas que deram-lhe conselhos e apoio durante sua carreira de quatro anos.
Sua carreira como atriz pornô de 1993 até 1997, aparecendo em mais de 300 filmes.

## Prêmios
- 1995 AVN Melhor atriz coadjuvante – Shame
- 1996 AVN Melhor Performance Feminina do Ano
- 2001 AVN Hall Of Fame

IAFD
(...)